# Connie Hawkins
Cornelius Lance Hawkins (* 17. Juli 1942 in New York City, New York; † 6. Oktober 2017 in  Phoenix, Arizona) war ein US-amerikanischer Basketballspieler. Zwischen 1969 und 1976 spielte er in der NBA für die Mannschaften der Phoenix Suns, Los Angeles Lakers und Atlanta Hawks. Zuvor spielte er mehrere Jahre in anderen Profiligen in Nordamerika. Hawkins gilt als Vorläufer von Julius Erving und Michael Jordan in Bezug auf die spektakuläre, Dunk-bestimmte Spielweise.

## Karriere
Hawkins wuchs in Brooklyn, New York auf. Dort gilt er bis heute als eine der größten Streetball-Legenden überhaupt. Nach seiner Highschool-Zeit an der Boys High School in Brooklyn ging er an die University of Iowa, wo er das erste Jahr aufgrund der damals herrschenden NCAA-Regeln aussetzen musste. Doch noch bevor er sein erstes Spiel am College spielen konnte, wurde er aufgrund einer vermuteten Beteiligung am Wettskandal um Jack Molinas gesperrt. Eine Beteiligung am Wettskandal hätte jedoch ausgeschlossen werden können, weil er zum Zeitpunkt des Skandals aufgrund der NCAA Regeln nicht spielberechtigt gewesen war. Hawkins verließ die Uni und wechselte in die neu gegründete ABL zu den Pittsburgh Rens, wo er bereits in der ersten Saison zum wertvollsten Spieler (MVP) ernannt wurde.
Die finanzschwache ABL existierte nicht lange, und so wechselte Hawkins 1963 zu den Harlem Globetrotters. Bis 1966 spielte er für die Showtruppe, bevor er in die neu gegründete ABA zu den Pittsburgh Pipers wechselte. Diese führte er in der Saison 1966/67 auf Anhieb zur Meisterschaft der ABA und wurde nebenbei aufgrund seiner 26,8 Punkte und 13,5 Rebounds pro Spiel zum MVP gewählt.
Die NBA war lange Zeit keine Option für Hawkins, da er aufgrund seiner Verwicklung in den Molinas-Wettskandal in der Liga unerwünscht und gesperrt war. Schließlich dauerte es bis 1970, dass die NBA die Sperre von Hawkins aufhob. Hawkins wechselte zu den Phoenix Suns. In der NBA war er nicht mehr der herausragende Star, aber gehörte immer noch zu den besten Spielern und wurde 1970 als erster Suns-Spieler ins All-NBA-First-Team gewählt. Nach sieben Spielzeiten in der NBA beendete Hawkins im Alter von 33 Jahren seine Karriere, ohne einen Titel gewonnen zu haben.
Am 11. Mai 1992 wurde Hawkins für seine Karriereleistung als Spieler in die Naismith Memorial Basketball Hall of Fame aufgenommen.